# Тиндана
Тиндана (множина Тиндамба/Тинданима) је титула за историјске владаре Дагбона и многих других сродних народа западне Африке. Тинданима су владали овим земљама пре централизације држава од стране На Гбева и његових потомака. Њихове историјске улоге биле су религиозне и духовне, мада се то мења, са Тинданимама, попут Тамале Дакпема, који су активно учествовали у традиционалној политичкој владавини. Тинданиме не поставља Ја На (краљ), иако су под његовом влашћу.

## Етимологија
Тиндана је изведена од речи из дагбани језика: Tiŋ/Ting (земља/град) и Dana (господар/власник).